# Ernst Rüdiger
Ernst Rüdiger (* 10. Dezember 1867 in Kirchberg (Sachsen); † nicht ermittelt) war ein deutscher Unternehmer. Er war als Fabrikant Inhaber der Firma Sächsische Filztuchfabrik GmbH in Rodewisch, Königlich Sächsischer Kommerzienrat, Ehrenbürger der Stadt Rodewisch und Ehrensenator der Technischen Universität Dresden.

## Leben und Wirken
Nach dem Besuch der Realschule und einer Berufsausbildung in der Textilindustrie in Aachen trat er 1894 in die Sächsische Filztuchfabrik F.L. Wolff & Söhne, Rodewisch ein, aus der 1919 die Sächsische Filztuchfabrik in Rodewisch hervorging, die er zu einem großindustriellen Unternehmen entwickelte, das 1927/28 durch einen großen Fabrikneubau an der Straße von Rodewisch nach Wernesgrün erweitert wurde. Er besaß mehrere Patente für die Bearbeitung von Filz für Papier-, Pappen-, Holzstoff- und Zellulosemaschinen.
Seit 1911 war Rüdiger Mitglied im Aufsichtsrat der Plauener Bank AG in Plauen, ab 1919 im Aufsichtsrat der Vogtländischen Metallwerke AG in Rodewisch. 1922 wurde er 1. Aufsichtsrat der Sächsischen Metallwerke AG, Sitz Hamburg. Später wurde er Stellvertreter des Vorstandsvorsitzenden des Aufsichtsrates der Ersten Wernesgrüner Aktienbrauerei AG (vormals O. G. Männel) Wernesgrün im Vogtland. Nach dem Zweiten Weltkrieg verließ Rüdiger Sachsen und ließ sich in Zürich in der Schweiz nieder, nachdem sein Unternehmen in der Sowjetischen Besatzungszone enteignet worden war.
Von 1929 bis 1937 war Rüdiger Mitglied des Rotary Klubs Plauen.
1951 erfolgte die Umwandlung seines Unternehmens in den VEB Vereinigte Vogtländische Filztuchfabriken.

## Ehrungen
- Königlich Sächsischer Kommerzienrat
- 1924 Ehrensenator der Technischen Hochschule Dresden
- 1927 Ehrenbürger der Stadt Rodewisch